# Marolles (Marne)
Marolles és un municipi francès, situat al departament del Marne i a la regió del Gran Est. L'any 2007 tenia 795 habitants.

## Demografia

### Població
El 2007 la població de fet de Marolles era de 795 persones. Hi havia 285 famílies, de les quals 46 eren unipersonals (8 homes vivint sols i 38 dones vivint soles), 63 parelles sense fills, 142 parelles amb fills i 34 famílies monoparentals amb fills.
La població ha evolucionat segons el següent gràfic:
Habitants censats

### Habitatges
El 2007 hi havia 327 habitatges, 290 eren l'habitatge principal de la família, 3 eren segones residències i 33 estaven desocupats. 316 eren cases i 8 eren apartaments. Dels 290 habitatges principals, 156 estaven ocupats pels seus propietaris, 130 estaven llogats i ocupats pels llogaters i 4 estaven cedits a títol gratuït; 4 tenien dues cambres, 32 en tenien tres, 83 en tenien quatre i 171 en tenien cinc o més. 267 habitatges disposaven pel capbaix d'una plaça de pàrquing. A 129 habitatges hi havia un automòbil i a 142 n'hi havia dos o més.

### Piràmide de població
La piràmide de població per edats i sexe el 2009 era:
| Homes | Edats   | Dones |
| ----- | ------- | ----- |
| 0     | 95 o +  | 4     |
| 0     | 90 a 94 | 0     |
| 0     | 85 a 89 | 0     |
| 0     | 80 a 84 | 0     |
| 8     | 75 a 79 | 0     |
| 8     | 70 a 74 | 12    |
| 8     | 65 a 69 | 16    |
| 20    | 60 a 64 | 12    |
| 24    | 55 a 59 | 12    |
| 8     | 50 a 54 | 20    |
| 12    | 45 a 49 | 16    |
| 8     | 40 a 44 | 12    |
| 32    | 35 a 39 | 20    |
| 40    | 30 a 34 | 44    |
| 20    | 25 a 29 | 28    |
| 16    | 20 a 24 | 4     |
| 4     | 15 a 19 | 8     |
| 4     | 10 a 14 | 16    |
| 36    | 5 a 9   | 28    |
| 28    | 0 a 4   | 16    |

## Economia
El 2007 la població en edat de treballar era de 519 persones, 369 eren actives i 150 eren inactives. De les 369 persones actives 342 estaven ocupades (183 homes i 159 dones) i 27 estaven aturades (13 homes i 14 dones). De les 150 persones inactives 35 estaven jubilades, 52 estaven estudiant i 63 estaven classificades com a «altres inactius».

### Ingressos
El 2009 a Marolles hi havia 309 unitats fiscals que integraven 827,5 persones, la mediana anual d'ingressos fiscals per persona era de 16.978 €.

### Activitats econòmiques
Dels 56 establiments que hi havia el 2007, 3 eren d'empreses alimentàries, 1 d'una empresa de fabricació de material elèctric, 7 d'empreses de fabricació d'altres productes industrials, 4 d'empreses de construcció, 17 d'empreses de comerç i reparació d'automòbils, 11 d'empreses de transport, 4 d'empreses immobiliàries, 8 d'empreses de serveis i 1 d'una entitat de l'administració pública.
Dels 8 establiments de servei als particulars que hi havia el 2009, 5 eren tallers de reparació d'automòbils i de material agrícola, 1 taller d'inspecció tècnica de vehicles, 1 paleta i 1 fusteria.
Dels 2 establiments comercials que hi havia el 2009, 1 era una botiga de menys de 120 m² i 1 una botiga de roba.
L'any 2000 a Marolles hi havia 3 explotacions agrícoles.

## Equipaments sanitaris i escolars
El 2009 hi havia una escola elemental.

## Poblacions més properes
El següent diagrama mostra les poblacions més properes.